# Principato di Anhalt-Plötzkau
Il Principato di Anhalt-Plötzkau fu uno stato tedesco del Sacro Romano Impero. Venne ricreato in due occasioni. Venne creato per la prima volta nel 1544 a seguito della partizione dell'Anhalt-Dessau ma il principato cessò di esistere alla morte di Giorgio III nel 1553 quando venne ereditato dall'Anhalt-Zerbst.
Venne creato una seconda volta nel 1603 con la divisione dell'Anhalt-Zerbst con la seconda ricomposizione nel 1665 quando Leberecht salì al trono del Principato di Anhalt-Zerbst e riunificò i due principati.

## Principi di Anhalt-Plötzkau (1544-1553)
- Giorgio III 1544–1553

al Principato di Anhalt-Zerbst 1553.

## Principi di Anhalt-Plötzkau (1603-1665)
- Augusto 1603–1653
- Ernesto Amedeo 1653–1654
- Lebrecht 1654–1665 con
  - Emmanuele (coreggente col fratello Lebrecht)

Suddiviso tra Anhalt-Zerbst, Anhalt-Köthen e Anhalt-Bernburg nel 1665.